# 28.º Regimiento de Infantería de Illinois
El 28.º Regimiento de Infantería Voluntaria de Illinois (28th Regiment Illinois Volunteer Infantry) fue un regimiento de infantería que sirvió en el Ejército de Tennessee del Ejército de la Unión durante la Guerra de Secesión, comandado por el coronel Amory K. Johnson y después por el teniente coronel Richard Ritter.

## Servicio

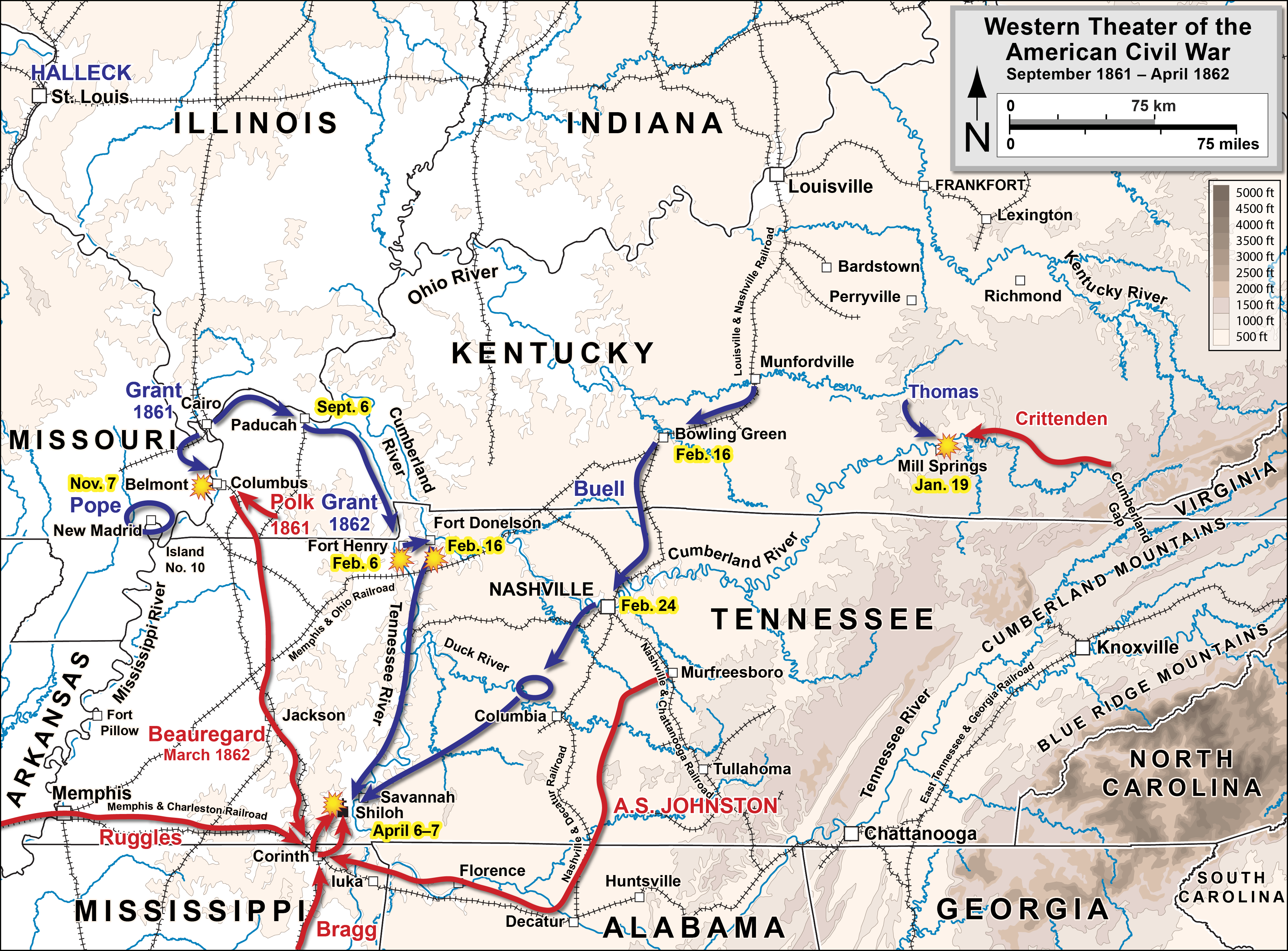
Teatro del Oeste, Guerra de Secesión
Septiembre de 1861-abril de 1862

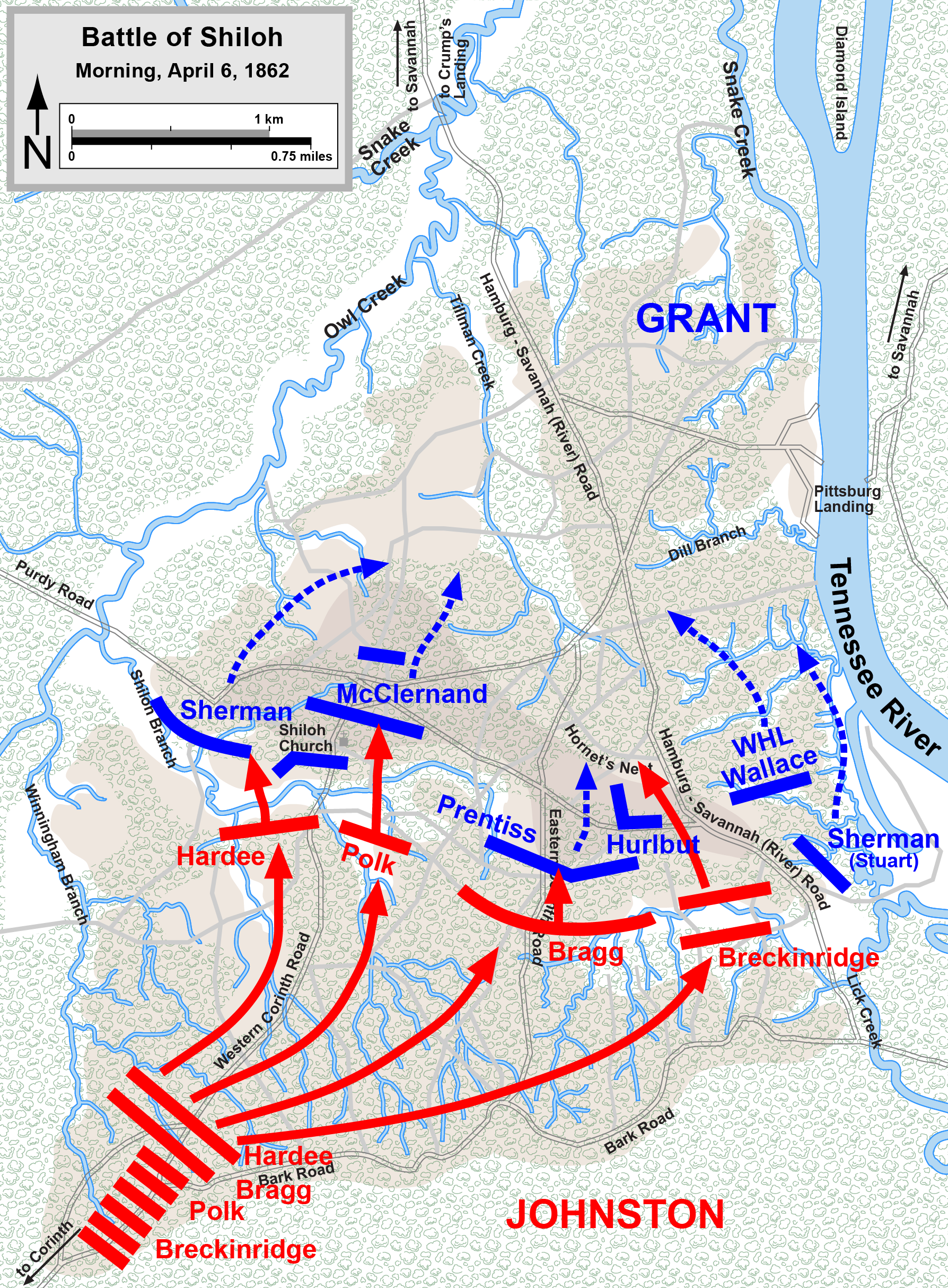
La batalla de Shiloh, del 6 al 7 de abril de 1862. Los 28.º Voluntarios de Illinois estaban en la 4.ª División de Stephen A. Hurlbut, que sufrió grandes bajas frente al Nido de Avispas.

El 28.º Regimiento de Infantería de Illinois se organizó en el Campamento Butler, Illinois (apodado "Campamento Misery" debido al hacinamiento y las malas condiciones) a siete millas (11 km) al noreste de Springfield, Illinois, que acababa de abrirse como campo de entrenamiento para soldados de Illinois y se incorporó al servicio federal el 15 de agosto de 1861. 
Entre esa fecha y el 15 de marzo de 1866, cuando el regimiento fue licenciado y dado de baja en Camp Butler el 13 de mayo de 1866, se registraron 290 muertes, 184 por enfermedad y 106 por heridas de muerte. De los que murieron por enfermedad, 2 eran oficiales. De los que murieron por heridas de muerte, 9 eran oficiales.
Tras su reclutamiento a finales del verano de 1861, el 28.º Regimiento de Infantería de Illinois se trasladó a San Luis, Misuri, el 28 de agosto. Posteriormente, el 28.º continuó hacia Tebas y, el 9 de septiembre, a la pequeña comunidad de Bird's Point, Misuri. El 2 de octubre, el 28.º se trasladó a Fort Holt, Kentucky.
En octubre de 1861, el 28.º Regimiento se adjuntó a la 4.ª Brigada del Distrito de Cairo. En febrero de 1862, el 28.º Regimiento se trasladó a la 1.ª Brigada de la 4.ª División del Distrito de Tennessee Occidental. En julio, el 28.º Regimiento fue asignado al Distrito de Memphis, Tennessee. En septiembre, a Jackson, Tennessee. En noviembre, el 28.º Regimiento se trasladó a la 3.ª Brigada de la 4.ª División del Ala Derecha del 13.º Cuerpo de Ejército, y posteriormente al 17.º Cuerpo en diciembre, y al 16.º en enero de 1863. En julio, el 28.º Regimiento de Infantería de Illinois regresó al 13.º Cuerpo, y de nuevo al 17.º en agosto.
El 31 de enero de 1862, el 28.º Regimiento de Infantería de Illinois se trasladó a la ciudad de Paducah, Kentucky. Desde allí, el 28.º Regimiento avanzó contra los fuertes Henry y Heiman a partir del 2 de febrero. Para el 6 de febrero, el 28.º Regimiento ocupó el fuerte Heiman. Del 6 al 22 de marzo, el 28.º Regimiento de Infantería de Illinois se trasladó a Pittsburg Landing, Tennessee. A partir del 6 de abril, el 28.º Regimiento luchó aquí en la batalla de Shiloh.
Después de esto, el 28.º Regimiento de Infantería de Illinois avanzó hacia Corinto, Mississippi, y sitió la ciudad durante un mes y un día.
Tras la victoria de la Unión en Corinto, el 28.º Regimiento de Infantería de Illinois marchó a Memphis, Tennessee, del 1 de junio al 21 de julio, atravesando las ciudades de Grand Junction, LaGrange y Moscow y Germantown. Del 6 al 14 de septiembre, el 28.º se trasladó a Bolívar. Desde allí, el 5 de octubre, participó en la Batalla del Puente de Hatchie.
A partir del 10 de enero de 1863, el 28.º Regimiento de Infantería de Illinois estuvo apostado como guardia a lo largo de las vías del ferrocarril cerca de la ciudad de Colliersville. Del 11 al 14 de mayo, el 28.º se trasladó a Vicksburg, Misisipi, y luego prestó servicio en el asentamiento, ahora abandonado, de Grand Gulf. Del 11 al 4 de junio, el 28.º sitió Vicksburg.[4][5] El resultado de este asedio fue una victoria en el Día de la Independencia, simultánea y a menudo eclipsada por la victoria de la Unión en Gettysburg.
Del 5 al 10 de julio, el 28.º Regimiento de Infantería de Illinois continuó hasta Jackson, capital de Misisipi, y sitió la ciudad hasta el 17. Posteriormente, el 28.º regresó a Vicksburg y la ocupó. El 15 de agosto, el 28.º se trasladó a Natchez. Del 1 al 7 de septiembre, realizó una expedición a Harrisonburg, Luisiana.
El 4 de enero de 1864, el 28.º Regimiento de Infantería de Illinois se veteranizó. Algunos de los que se habían alistado por un período de tres años no se reincorporaron al término de su mandato ese año. Se reclutaron nuevos reclutas para reemplazar a quienes no se reincorporaron.
El regimiento estuvo en licencia del 18 de mayo al 8 de julio.
Del 4 al 6 de agosto, se realizó una expedición a la Plantación Gillespie, en el pantano Black Bayou. Del 9 al 22 de septiembre, una expedición a Buck's Ferry resultó en escaramuzas allí. Del 26 al 30, se realizó una expedición a la aldea de Sicily Island, en Luisiana. Del 4 al 8 de octubre, se realizó una expedición al río Homachita. Del 10 al 12, el 28.º Regimiento de Infantería de Illinois se trasladó a Morganza, Luisiana. Posteriormente, el 28.º Regimiento continuó hasta la desembocadura del río White del 3 al 7 de noviembre. Del 20 al 22, regresó a Memphis, Tennessee, donde la ocupó. Del 21 al 31 de diciembre, realizó una expedición de regreso a la ciudad de Moscow, Tennessee.
En octubre de 1864, el 28.º Regimiento de Infantería de Illinois, ahora veterano y consolidado, fue trasladado a la 3.ª Brigada, 2.ª División, 19.º Cuerpo de Ejército, Departamento del Golfo. En diciembre, a la 1.ª Brigada, Cuerpo de Reserva, División Militar de Misisipi Oeste. En febrero de 1865, a la 1.ª Brigada, 3.ª División.
A principios de 1865, del 3 al 6 de enero, el 28.º Regimiento de Infantería de Illinois se trasladó a Kennersville, Luisiana. Del 12 al 15 de febrero, continuó hacia Nueva Orleans. El día 17, se lanzó una campaña contra las defensas de Mobile, Alabama. A partir del 26 de marzo, el 28.º Regimiento sitió la ciudad de Spanish Fort y el fuerte de Fort Blakely. El fuerte fue capturado el día 9. El 12 de abril, el 28.º Regimiento de Infantería de Illinois ocupó Mobile.
Después de la guerra, en julio de 1865, el 28.º Regimiento consolidado se trasladó al Departamento de Texas hasta su disolución en marzo de 1866.
El 3 de julio de 1865, el 28.º Regimiento de Infantería de Illinois se trasladó a Brazos Santiago, Texas. El 7 de julio, el 28.º continuó hacia Clarksville. El 3 de agosto, el 28.º Regimiento ocupó Brownsville, donde sirvió hasta su baja el 15 de marzo de 1866.
El 13 de mayo de 1866, el 28.º Regimiento de Infantería de Illinois regresó a Fort Butler, donde se había entrenado y que desde entonces se había convertido en una prisión para los confederados capturados. Aquí, donde el regimiento se incorporó por primera vez, se les dio de baja.